# 周興嗣
周 興嗣（しゅう こうし、470年? - 521年）は、中国南北朝時代における南朝の王朝である斉および梁に仕えた官僚で文章家。字（あざな）は思纂。初学者むけの漢字習得用・習字用のテキストとして知られる『千字文』の撰者である。

## 人物・略歴
中国の正史（二十四史）のひとつである唐代成立の『梁書』によれば、周興嗣は、南朝の宋（劉宋）の時代の470年頃の生まれである。
周興嗣の本籍は淮河流域の河南省項城県にあったが、家は代々長江下流部の安徽省当塗県（いまの馬鞍山市）にあって、そこに住した。13歳のとき、南朝の歴代王朝が都をおいた建康（現在の南京市）に上って以後10年にわたって学問を積んだ。斉の隆昌元年（494年）、選挙制により秀才の資格を得て、文官として斉の朝廷に仕えた。当初は桂陽郡丞という、現在の湖南省の地方官であった。
その後、斉の和帝からの禅譲を受けて蕭衍が梁の武帝として即位した天監元年（502年）には韻文作品『休平の賦』を奉じて、武帝より褒賞を受けたといわれる。これを機に周興嗣は員外散騎侍郎に任じられて昇進をつづけ、武帝の勅命によってしばしば詩文を為して給事中となった。一時、地方官となったが、天監17年（518年）には再び門下給事中に任じられ、これが彼の極官となった。

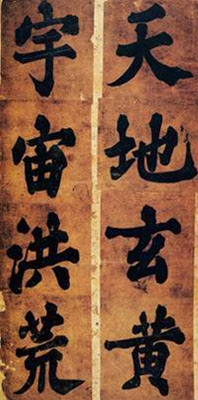
朝鮮の書家韓石峰（1543年 - 1605年）による『千字文』冒頭2句

『梁書』には「銅表の銘、柵塘の碣、北伐の檄、…（中略）…王羲之の書千字を次韻せる、並びに興嗣をして文を作らしむ」とあり、周興嗣が皇帝が発する文章のなかでも重要なものの起草を任されるなど、その才能によって重んじられていたことが知られるとともに、中国史上最高の能書家王羲之の書より1,000字を用いて『千字文』を撰述したことが記されている。
『千字文』は、武帝が皇子たちに書を習わせるため、王羲之の真蹟から1,000字を選ばせ、それを一字として重複することなく、四字句ごとに計250句からなる韻文としてつくらせた、初学者を対象とする習字・書道の手本であり、漢字習得用の教材である。文は、「天地玄黄、宇宙洪荒」（天地は玄黄なり、宇宙は洪荒なり）から始まって「謂語助者、焉哉乎也」（語助と謂うは、焉、哉、乎、也）で終わり、暗誦に便利なように押韻がなされている。また、限られた字数のなかで最大限の知識や漢民族の伝統文化を継承させるよう工夫されており、森羅万象を網羅しながら倫理教育の用も兼ねている。
『梁書』巻27文学伝によれば、周興嗣には「文集10巻のほかに、歴史などの著述百余巻があった」としており、著名としては『皇帝実録』『皇徳記』『起居注』『職計』などの名が知られるが、こんにち彼の述作したとされる詩文は、他のさまざまな典籍に引用された断片的なものしか残っていない。
風疽などの疾病を長年患っており、武帝をふくむ周囲に惜しまれた。散文で名高い任昉もまた、周興嗣の才を愛し「周興嗣が病気をもっていなかったら、御史中丞の位にまで昇っただろう」と述べるほどであったという。『梁書』によれば、周興嗣は武帝治世下の普通2年（521年）に病没したと伝えられる。

## 『千字文』にかかわる伝承
9世紀後半、唐代の李綽が著した『尚書故実』には、梁の武帝が王羲之の書より一字として二度用いることのない1,000字を選んで殷鉄石という能書家に模本をつくらせたものの、できあがったのは単に一字ずつ記された紙片1,000枚にすぎなかったので、周興嗣を呼んで韻文をつくらせたという記述がある。それによれば、周興嗣は皇帝の命を受けてわずか一晩で整然たる詩文を編み出し、武帝に進上することができたものの、その労苦によって彼の頭髪は一夜で真っ白になってしまったという。
同時期の大中10年（856年）序文銘のある韋絢『劉賓客嘉話録』にも同様の説話がみえ、それゆえ千字文はまたの名を「白首文」と呼ばれたなどと伝わっている。